# Chiesa di Sant'Antonio (Pescina)
La chiesa di Sant'Antonio è un edificio di culto cattolico di Pescina (AQ), in Abruzzo.

## Storia

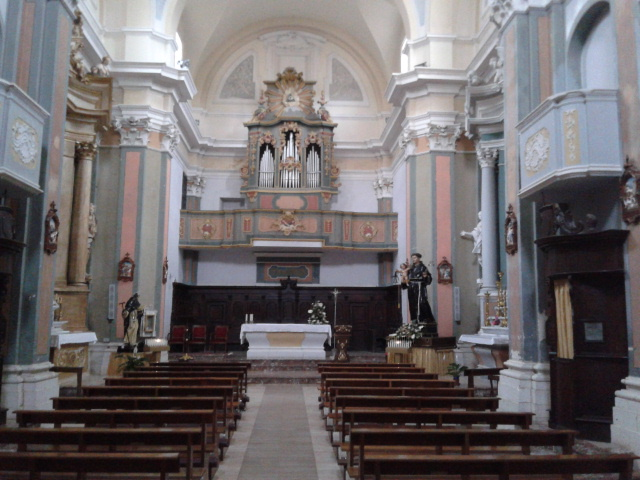
Interno della chiesa

La chiesa originaria, intitolata a santa Maria Annunziata, risale con ogni probabilità al XII secolo. Accanto ad essa san Francesco, in visita nella diocesi dei Marsi nei primi anni del XIII secolo, favorì l'edificazione del convento che fu aperto nel 1225. Dopo la realizzazione del convento seguì l'ingrandimento di un settore laterale della chiesa.
L'edificio di culto fu ampliato e restaurato più volte nel corso dei secoli. Il primo intervento di rifacimento della facciata risale tra il XIII e il XIV secolo. Alla fine del Trecento la chiesa venne ulteriormente ampliata e fu oggetto di lavori di consolidamento. 
I lavori di abbellimento in stile barocco furono effettuati da Giovanni Artusi Canale, scultore pescinese allievo di Gian Lorenzo Bernini, che dal 1640 vi lavorò per otto anni. A conclusione dei lavori, nel 1648, la chiesa venne ufficialmente intitolata a sant'Antonio di Padova a cui già da tempo era stata dedicata. Artusi Canale, detto "Il Pescina", effettuò vari interventi come l'arricchimento architettonico della facciata e del portale e l'abbellimento interno con decorazioni, affreschi e statue.
Nella seconda metà del XIX secolo i frati minori conventuali dovettero abbandonare il convento che da quel momento fu gestito dal comune. L'amministrazione locale vi realizzò nella seconda metà del XX secolo il teatro San Francesco e il centro studi Ignazio Silone che fino al 2021 ha ospitato il museo Siloniano. La chiesa, invece, fu gestita dalla confraternita di Sant'Antonio di Padova.
Con il terremoto della Marsica del 1915 l'edificio subì danni non irreparabili tanto da essere riaperto al culto già nel 1920. Per dieci anni svolse il ruolo di chiesa madre di Pescina fino al 1930, anno in cui fu riaperta la chiesa di Santa Maria delle Grazie. 
Negli anni sessanta furono avviati nuovi interventi di restauro. Nel 1971 a conclusione dei lavori che furono ampiamente contestati risultò demolito l'antico oratorio, sostituite la pavimentazione originaria e le parti strumentali dell'organo a canne e soprattutto sparì l'archivio dell'antico convento.

## Descrizione
La chiesa a pianta rettangolare presenta una sola ampia navata. Internamente si caratterizza per le decorazioni in stile barocco di Giovanni Artusi Canale che contraddistinguono il coro e per l'altare maggiore, leggermente rialzato, che è sovrastato dall'organo a canne settecentesco modificato negli anni sessanta. Lateralmente si trovano sei altarini, tre per lato, finemente decorati. Gli affreschi e le statue di sant'Antonio di Padova e della Madonna Addolorata impreziosiscono gli spazi interni. La facciata in stile romanico si sviluppa in verticale essendo stata sopraelevata. Il portale è arricchito da colonne e capitelli finemente scolpiti dall'Artusi Canale. Nella lunetta un affresco raffigura la Madonna con san Francesco e san Bernardino da Siena.